# 石川県立小松商業高等学校
石川県立小松商業高等学校（いしかわけんりつ こまつしょうぎょうこうとうがっこう、英: Ishikawa Prefectural Komatsu Commercial High School）は、石川県小松市希望丘にある公立の商業高等学校。旧来より女子生徒が多く、そのため女子のみの運動部も多く、また優秀な成績を収める運動部も多数存在する。通称は「小商（こましょう）」。

## 設置学科
- 総合情報ビジネス科（2年次から下記の2コースに分かれる）
  - カレッジコース
  - ビジネスコース

## 概要
小松市中心部の小松駅から東に位置する。近隣に小松市立高等学校がある。

## 沿革

### 年表
- 1921年（大正10年）
  - 2月 - 小松町立商業学校設立許可。
  - 4月 - 小松町公会堂を仮校舎として開校。
- 1928年（昭和3年）3月 - 石川県立小松商業学校へ改称。
- 1946年（昭和21年）4月 - 石川県立小松商業学校を安宅町ヨ132に設置。
- 1947年（昭和22年）5月 - 石川県立小松農学校々舎へ移転。
- 1948年（昭和23年）4月 - 石川県立小松工業学校校舎に移転、石川県立小松工業学校と合併して石川県立小松実業高校に設立。
- 1949年（昭和24年）4月 - 石川県立小松高等学校、石川県立小松農業高等学校、石川県立小松実業高等学校を合併して総合制石川県立小松高等学校を設立。
- 1952年（昭和27年）3月 - 石川県立小松高等学校より分離し、石川県立小松実業高等学校がを設立。
- 1963年（昭和38年）
  - 1月 - 石川県立小松実業高等学校商業科の募集を停止し、石川県立小松商業高等学校を設置。丸の内中学校板津教場（島田町ト65）を仮校舎として開校。
  - 10月8日 - この日を創立記念日とする。
- 1964年（昭和39年）
  - 3月 - 校旗樹立。
  - 6月 - 校歌制定。
  - 9月 - 軽海町ル40（現・希望丘10） の校舎へ移転。
- 1965年（昭和40年）7月 - 新校舎新築落成式挙行。
- 1972年（昭和47年）8月 - 弓道場完成。
- 1973年（昭和48年）
  - 3月 - 第2体育館完成。
  - 9月 - ハンドボールコート新設。
- 1980年（昭和55年）3月 - 特別教室棟（C棟）増築防音併行工事完成。
- 1985年（昭和60年）
  - 2月 - 格技場竣工式挙行。
  - 4月 - 文部省教育課程（職業教育関係）研究校に指定。
- 1988年（昭和63年）4月 - 情報処理科設置、商業科をA・Bの類型に改編。
- 1989年（平成元年）4月 - 文部省生徒指導研究推進校に指定。
- 1992年（平成4年）12月 - 総合情報実践装置設置。
- 1996年（平成8年）
  - 3月 - 全館防音除湿設備設置。
  - 4月 - 電子計算システム設置。
- 2003年（平成15年）
  - 3月 - 弓道場「清心館」道場開き。
  - 4月 - 文部科学省学力向上フロンティアハイスクールに指定。
- 2004年（平成16年）12月 - 普通教室・管理棟大規模改造耐震工事完成。
- 2005年（平成17年）12月 - 特別教室棟（B棟）大規模改造耐震工事完成。
- 2007年（平成19年）
  - 1月 - 特別教室棟（C棟）大規模改造耐震工事完成。
  - 5月 - 文部科学省目指せスペシャリスト研究・開発事業の研究指定。
- 2012年（平成24年）4月 - 情報処理科募集停止。
- 2013年（平成25年）4月 - 未来の職業人プロジェクト事業指定校、専門高校における職業英会話力育成研究事業指定校。
- 2014年（平成26年）9月 - 無線LAN端末構築。
- 2017年（平成29年）11月 - 駐車場ロータリー防犯灯設置。
- 2020年（令和2年）4月 - 商業科を総合情報ビジネス科に学科改編。

## 部活動
- 運動部 - 野球、陸上競技、ソフトテニス、カヌー、ハンドボール（女）、バスケットボール（女）、バレーボール（女）、バドミントン（女）、ソフトボール（女）弓道部
- 文化部 - 会計、情報処理、ワープロ、珠算・電卓、英語、華道・茶道、インターアクト、吹奏楽

## 校歌
作詞：森山啓、作曲：信時潔

## 所在地
〒923-8555 石川県小松市希望丘10番地

## 出身者
- 谷下和人 - 元プロ野球選手（広島東洋カープ）
- 中村水月（ドイツ語版） - 陸上競技選手（短距離走）

## 周辺
丘陵地にある小規模な団地（軽海団地）に立地。
- 梯川
- 小松市立東陵小学校
- 小松軽海郵便局
- 国道360号

かつては丘陵地北側を北陸鉄道小松線が東西に走っていたが、1986年（昭和61年）に廃止された。

## アクセス
- 北陸新幹線・IRいしかわ鉄道線 小松駅から小松バス麦口線・ハニベ線乗車、「佐々木」停留所 下車